# Dyschoriste smithii
Dyschoriste smithii är en akantusväxtart som beskrevs av Emery Clarence Leonard. Dyschoriste smithii ingår i släktet Dyschoriste och familjen akantusväxter. Inga underarter finns listade i Catalogue of Life.